# Martina Balogová
Martina Balogová (* 17. Mai 1990) ist eine ehemalige slowakische Tennisspielerin.

## Karriere
Martina Balogová begann im Alter von sechs Jahren mit dem Tennisspielen und debütierte 2005 auf dem ITF Women’s Circuit. Beim ITF-$10.000-Turnier im schweizerischen Veyrier konnte sie sich direkt bei ihrem Debüt über die Qualifikation für das Hauptfeld qualifizieren. Dort unterlag sie direkt in der ersten Runde der Deutschen Anne Schäfer. In der Saison 2007 spielte sie genauso wie mehrere andere slowakische Spielerinnen für den TC Radolfzell in der 2. Bundesliga, wo sie mit ihrer Mannschaft die Saison in der Südstaffel auf dem zweiten Platz hinter den TC Augsburg Siebentisch beendeten. Im Jahr 2008 ging sie zwischen dem 28. Juli und dem 3. August beim ITF-$10.000-Turnier im finnischen Tampere an den Start. Sie konnte dort das Finale erreichen, wo sie auf die Dänin Hanne Skak Jensen traf und sich nach drei Sätzen ihren ersten Titel auf dem ITF Women’s Circuit. Direkt im Anschluss an das Turnier startete sie im finnischen Savitaipale ebenfalls bei einem ITF-$10.000-Turnier. Auch dort erreichte sie das Finale und traf erneut auf Hanne Skak Jensen, wo sie sich in zwei Sätzen ihren zweiten ITF-Titel sichern konnte.
Im August 2008 nahm Martina Balogová am ITF-$10.000-Turnier im italienischen Ciampino teil. Nach dem Sieg in der ersten Runde verletzte sie sich in der Zweitrunden-Partie gegen Elixane Lechemia und musste das Spiel und die Saison beenden. Trotz der Verletzung konnte sie aufgrund ihrer guten Ergebnisse am 6. Oktober 2008 mit dem 426. Platz ihre beste Platzierung in der Weltrangliste belegen. Das Jahr 2008 beendete sie schlussendlich auf dem 455. Platz in der Weltrangliste. Erst nach fast zwei Jahren gab Martina Balogová ihr Comeback auf dem ITF Women’s Circuit. Direkt bei ihren zweiten Turnier nach der Verletzung erreichte sie beim ITF-$10.000-Turnier im marokkanischen Casablanca als Qualifikantin das Finale. Dort besiegte sie in drei Sätzen die Lokalmatadorin Fatima El Allami und sicherte sich ihren dritten ITF-Titel. Im November 2010 nahm sie am ITF-$10.000-Turnier im türkischen Antalya teil und erreichte erneut als Qualifikantin das Finale. Bei ihrer vierten ITF-Finalteilnahme kassierte sie dabei gegen die Russin Marta Sirotkina ihre erste Finalniederlage. Direkt im Anschluss konnte sie als Special Exempt am zweiten Turnier in Antalya teilnehmen. Nach einem Erstrunden-Sieg verletzte sie sich in der Zweitrunden-Begegnung gegen Nadija Kolb. In der Folge beendete sie ihre Karriere.

## Turniersiege

### Einzel
| Nr. | Datum           | Turnier     | Kategorie   | Belag | Finalgegnerin     | Ergebnis       |
| --- | --------------- | ----------- | ----------- | ----- | ----------------- | -------------- |
| 1.  | 3. August 2008  | Tampere     | ITF $10.000 | Sand  | Hanne Skak Jensen | 6:3, 2:6, 6:0  |
| 2.  | 10. August 2008 | Savitaipale | ITF $10.000 | Sand  | Hanne Skak Jensen | 6:2, 6:2       |
| 3.  | 18. Juli 2010   | Casablanca  | ITF $10.000 | Sand  | Fatima El Allami  | 7:5, 6:74, 6:4 |